# Дина (рељеф)
Дина представља акумулативни облик рељефа који настаје услед деловања еолских сила (радом ветра). Може се дефинисати као песковито узвишење у облику купастог брежуљка и издуженог бедема. Најчешће су лоциране у сувим и пешчаним пустињским пределима (Сахара), али постоје и у подручјима са умереном климом (Делиблатска пешчара). Углавном имају срполики облик. Карактеристично за дине је да нису статичне и да се услед деловања ветра „крећу“ („селе” или „мигрирају”) због чега та подручја често називају и „зонама живог песка“. Кретање њихове песковите масе врши се поступним пребацивањем песка преко гребена, са спољашње на унутрашњу страну, у правцу дувања ветра. Стварање дина врши се на местима где се на топографској површини јављају неравнине и препреке у виду узвишења која изазивају промене правца и јачине ветра, односно ваздушних струјања. На тим местима транспортна снага ветра тренутно се смањује, па се ношени песак нагомилава. То је ембрионални стадијум у стварању дина. Повод за стварање дина може бити и усамљен жбун оскудне пустињске вегетације. Правац и јачина ветра су у гранама жбуна делимично поремећени.
Изграђивање дина пролази кроз различите еволутивне стадијуме при чему се јавља њихова упадљива морфолошка разноликост. Она је последица промена физичко-географских услова природне средине. У почетном стадијуму морфолошке еволуције, доминантни ветар нагомилава песак у облику сочивастих узвишења. Ова узвишења се поступно морфолошки преиначавају и задобијају облик штита. На странама се јављају ситно заталасане песковите површине у облику паралелних ребрастих гредица. Током даље еволуције, песковити брежуљак поступно нараста у праву дину, која има све елементарне морфолошке одлике. Спољашње стране окренуте су попречно на правац ветра, благо су нагнуте и на њима се врши акумулација песка, а унутрашње стране, окренуте низ ветар, стрмо су нагнуте. Теме дина није уобљено, већ се спољашње и унутрашње стране сучељавају се под оштрим углом, стварајући ивицу у виду гребена. Поступним пребацивањем песка преко гребена, са спољашње на унутрашњу страну, долази до лаганог кретања целокупне песковите масе дина у правцу дувања ветра. То је сељење или миграција дина.
Подручје са динама назива се систем дина или комплекс дина.[ Велики комплекс дина назива се поље дина, док се широка, равна подручја прекривена ветром нанесеним песком или динама са мало или нимало вегетације називају ергови или пешчана мора. Дине се јављају у различитим облицима и величинама, али већина врста дина је дужа на узлазној страни, где се песак гура уз дину, и имају краће клизно лице у заветрини. Долина или корито између дина назива се ланац дина.
Дине су најчешће у пустињским срединама, где недостатак влаге омета раст вегетације која би иначе ометала развој дина. Међутим, наслаге песка нису ограничене само на пустиње, а дине се такође налазе дуж морских обала, дуж потока у семиаридној клими, у областима глацијалног испирања и у другим областима где се слабо цементирана подлога пешчара распада да би произвела довољно растреситог песка. Подводне дине могу се формирати услед дејства тока воде (флувијални процеси) на пешчана или шљунковита корита река, ушћа и морског дна.
Нека приобална подручја имају једну или више дина које иду паралелно са обалом директно од плаже. У већини случајева, дине су важне у заштити земље од потенцијалних пустошења олујних таласа са мора. Вештачке дине се понекад граде да би заштитиле приобална подручја. Динамично дејство ветра и воде понекад може изазвати заношење дина, што може имати озбиљне последице. На пример, град Еукла, Западна Аустралија, морао је да буде измештен 1890-их због померања дина.

Модерна реч „дина“ дошла је у енглески из француског око 1790. године, у који је заузврат дошла из средњехоландске речи dūne.

## Облици дина
- Иницијална дина(небхка)
- Чеона дина
- Заветринске дине
- Бархан
- Сиф
- Покретне дине
- Непокретне дине
- Параболичне дине
- Уздужне дине
- Пирамидалне дине

Непосредно нагомилавање песка на заветринској страни жбуна у виду мање, песковите косе, која се сужава и снижава у правцу дувања ветра, представља иницијалну дину или небкху. При опадању јачине ветра ствара се прво ниска, овална дина у облику сочивастог узвишења - чеона дина. Ово узвишење представља препреку на путу ветра, па се због тога у њеном залеђу, са сваке стране, акумулацијом песка формирају заветринске дине. Када на унутрашњој страни дине престане директан удар доминантног ветра, јавља се ковитласто кретање ваздуха ка средишњем делу заветринске стране дина. Због тога дина задобија поступно лучан изглед. Тако постаје типски облик пустињских дина - бархан. Дина чији гребен има облик латинског слова „Ѕ”, назива се - сиф. Све дине код којих се запажа сељење у правцу дувања ветра, називају се покретне дине. Насупрот њима, постоје непокретне дине, које су стабилне. Облик дина, који је потпуно супротан облику бархана, представља параболичне дине. Када средишњи део параболичне дине буде сасвим однесен, онда у рељефу остају само дугачке песковите гредице, издужене у правцу дувања ветра. Њихово чело представља стабилизовани део краја некадашњег српастог бедема бархана, односо, параболичне дине. Тако постају уздужне дине. Посебан морфолошски тип дина су пирамидалне дине. Оне су сложени облик акумулативног рељефа.

## Подручја дина
Као облик еолског акумулативног рељефа, дине нису искључиво везане за песковита подручја - пустиње. Оне се запажају свуда где постоје пространије песковите површине, а где дува јак ветар. То су песковите обале мора и океана, у виду жала, песковите алувијалне равни великих река, ободни делови глацијалних области, песковите површине литоралних кордона, итд. Обалске дине запажају се на француским, холандским и енглеским обалама. Оне су изграђене од живог песка и селе се под деловањем ветра. Дуж француске обале сељење дина износи и до 25 m годишње.
Постоје дине у тропским и суптропским пустињама и полупустињама, у влажним поднебљима, хладним пустињама и тундрама, као и поред плажа и обала мора и река.
Највећа европска дина је Пилат, у француском заливу Аркашона, висока 105 m, дуга 2700 и широка 500 m.
Такође, веће дине у Европи налазе се у најмањем националном парку Русије – на Куршској превлаци. Пешчано полуострво има облик уске сабље и дуго је скоро 100 km. Оно одваја слатководни Куршски залив од сланог Балтичког мора. Пре 500 година на полуострву су биле храстове и грабове шуме у које су пруски краљеви радо одлазили у лов. Међутим, овдашње дрвеће је спаљивано да би се од њега правио ћумур, тако да је већ у 18. веку зелено полуострво претворено у пустињу. Лишћарске листопадне шуме су жртвоване ради индустријске револуције којој је требало све више горива.
Ефа је једна од најпопуларнијих куршских дина. До њеног врха води дашчана стаза, а на врху је даскама заштићен танки слој траве. У подножју дине виде се црепови на кућама села Морског.
Изузетно велике дине из палео-периода красе и Делиблатску пешчару, "Сахару Европе".

## Певајуће дине
Певајуће дине се јављају на тридесетак локација у свету. Прве су откривене пре више од 1500 година на Блиском истоку. Звук настаје као последица лавина које изазива ветар или ходање по динама.

## Фосилне дине
Фосилне дине су непокретне, умртвљене дине обрасле зеленим покривачем травне и шумске вегетације. Оне се запажају у пешчарама умерених географских ширина у којима су климатски услови различити у односу на оне који владају у данашњим пустињама. Њихова фосилизација наступила је углавном под утицајем човека, у циљу ширења вегетационог и шумског покривача.
Дине које су настале у другачијим палеогеографским условима, у ранијим геолошким периодима, када је еолска ерозија била доминантни геоморфолошки процес називају се „палео-фосилне дине”. Оне се запажају у северној Немачкој, Пољској, Белорусији и Полесју. Фосилне обалске дине запажају се у Ланду, на атлантској обали Француске, у широј околини Аркашона.